# 黃宗河
黃宗河（1847－1895），清代臺灣淡水廳拳山堡（1894年改稱文山堡）深坑仔莊（今屬新北市深坑區）人，字懷谷。官職（從三品武官）游擊，統領七營，是清代深坑人士出任官位最高者。

## 簡介
黃宗河父親黃重殊，原籍福建泉州府安溪縣科名鄉，1835年來台，在拳山堡萬順寮和石碇一帶墾殖，經營大菁、茶葉及樟腦生意，獲利甚豐，後遷居深坑。黃宗河身為長子，自幼聰穎，七歲已能代父計帳，並管理各種帳目，九歲入學讀書，最喜兵書。長大後繼承父業，更進而於台北大稻埕設「興記」經營，並加入「茶郊」 ，生意興隆。
黃宗河有才氣，好談兵，留心時務，1880年為茶務到福建廈門。當時福建陸路提督孫開華奉命來臺灣辦理軍務並開山安撫原住民，正在物色熟悉台灣原住民情者以為股肱，經人推薦結識，為其畫策切中肯棨。孫開華大喜，乃邀黃宗河同行，來台灣後委以駐兵坪林撫平原住民，並在文山、宜蘭一帶墾荒造船。
1884年（清光緒10年）中法戰爭（西仔反），於提督孫開華營務處麾下，黃宗河率領土勇（在台灣本地招募的兵丁，又稱鄉勇）在滬尾（今新北市淡水區）英勇對侵略台灣的法軍作戰，擊退法軍。其後，奉巡撫劉銘傳之命，黃宗河率兵前往大嵙崁、馬武督（今屬新竹縣轄境）一帶，參與撫平原住民，駐兵南雅（今屬桃園市轄境），在馬武督一帶開發。之後，由於黃宗河的努力恩威並濟成功撫平原住民，做到墾民與原住民相安闢地有成，積功由（正五品武官）守備晉升為（正四品武官）都司，得陞游擊。
1894年中日甲午戰爭之時，黃宗河統領七營兵力駐守八里坌要塞（今新北市八里區），扼守淡水河口，時人多以統領稱其官銜。1895年5月20日（清光緒21年4月26日）奉清廷旨令離台赴福建待命，抑鬱成疾但無力回天，乃將所率七營悉數解散，捨棄家業，發給每一兵員一把槍二兩銀予以安頓，離開台灣去福建覆命，不到一個月，旋於該年6月16日（清光緒21年5月24日）於廈門悲恨而終，清廷追贈為「武翼都尉」（從三品，游擊）。1901年，家屬奉其靈柩返臺安葬於故里深坑。
1986年3月29日黃宗河入祀台北縣（今新北市）忠烈祠。